# أوليفير ديشاشت
أوليفير ديشاشت (16 فبراير 1981 بغنت في بلجيكا - ) هو لاعب كرة قدم بلجيكي في مركز الظهير. شارك مع منتخب بلجيكا تحت 21 سنة لكرة القدم ومنتخب بلجيكا لكرة القدم. أما مع النوادي، فقد لعب مع نادي رويال أندرلخت.

## مسيرته الكروية
لعب أوليفير ديشاشت خلال مسيرته الاحترافية مع 3 أندية في عشرون موسمًا وسجل خلالها 13 هدفًا ضمن 497 مباراة. حيث فاز في موسم واحد بالكأس وفي تسعة مواسم بالدوري.
خاض أوليفير ديشاشت مسيرته مع نادي رويال أندرلخت في موسم 2000–01 ليلعب معه ثمانية عشر موسمًا، مشاركًا في 449 مباراة سجل خلالها 11 هدفًا. ثم انتقل إلى نادي لوكيرين في موسم 2018–19 لمدة موسم واحد، حيث شارك في 24 مباراة سجل خلالها هدفين. لينتقل بعدها إلى نادي زولته فاريجيم في موسم 2019–20 لمدة موسم واحد، مشاركًا في 24 مباراة ولم يسجل أي هدف.

## وصلات خارجية
- أوليفير ديشاشت على موقع الاتحاد البلجيكي (الإنجليزية)
- أوليفير ديشاشت على موقع قاعدة بيانات كرة القدم.إي يو (الإنجليزية)
- أوليفير ديشاشت على موقع ليكيب (الفرنسية)
- أوليفير ديشاشت على موقع ناشيونال فوتبول تيمز (الإنجليزية)
- أوليفير ديشاشت على موقع Soccerway.com (الإنجليزية)
- أوليفير ديشاشت على موقع عالم كرة القدم.نت (الإنجليزية)
- أوليفير ديشاشت على موقع AS.com (الإسبانية)